# Храм на Дионис (Горенци)
Храмът на Дионис (на гръцки: Ιερού του Διονύσου) е археологически обект, разположен на около 2,5 km северно от зъхненското село Горенци (Кали Вриси), дем Просечен, Егейска Македония, Гърция.
Храмът е разположен е на малка могила и е в добро състояние. датира от ранноелинистичния период – вероятно от края на IV – началото на III век пр. Хр. Добре иззиданата постройка е изключителен пример за градежа от това време. Най-старият слой на храма разкрива унищожение от изгаряне и монети с парчета тухли и игоряла дървесина, което свидетелства за някогашно опожаряване на храма. В района е намерен мраморен бюст на Дионис.